# Gnomidolon simplex
Gnomidolon simplex is een keversoort uit de familie van de boktorren (Cerambycidae). De wetenschappelijke naam van de soort werd voor het eerst geldig gepubliceerd in 1855 door White.